# Střemošice
Střemošice (deutsch Stremoschitz) ist eine Gemeinde in Tschechien. Sie liegt drei Kilometer östlich von Luže und gehört zum Okres Chrudim.

## Geographie

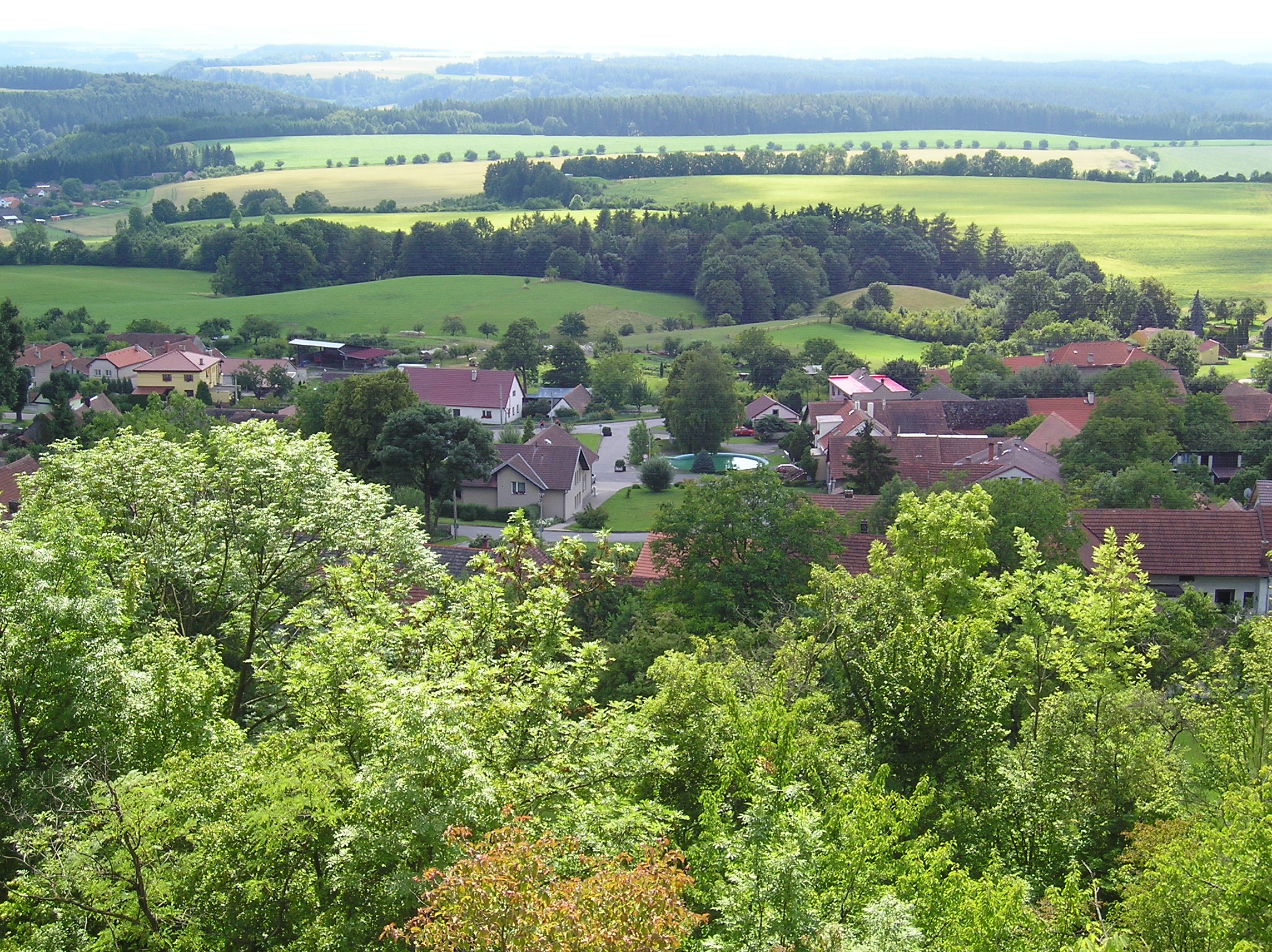
Blick von der Poklona auf Střemošice

Střemošice befindet sich an der Südlehne des Poklona-Plateaus in der Novohradská stupňovina (Neuschlosser Stufenland) über dem Quellgrund des Baches Střemošický potok. Nordwestlich erhebt sich der Farářství (445 m n.m.), im Westen die Klapalka (380 m n.m.). Die Lehne beiderseits des Dorfes ist als Naturreservat Střemošická stráň unter Schutz gestellt.
Nachbarorte sind Srbce, Pěšice und Řepníky im Norden, Pustina im Nordosten, Javorník und Javorníček im Osten, Libecina, Habřiny, Dvořiště und Doubravice im Südosten, Rvasice, Drahoš, U Prokopů und Bílý Kůň im Süden, Tišina und Košumberk im Südwesten, Chlumek und Luže im Westen sowie Radim, Voletice und Domanice im Nordwesten.

## Geschichte
Die erste urkundliche Erwähnung von Střemošice erfolgte am 28. April 1559 als König Ferdinand I. die nach dem Erlöschen des Geschlechts der Kostka von Postupitz heimgefallene Burg Nový hrad bei Boží Dům mit den zugehörigen Dörfern in der Landtafel erblich an Jan Žatecky von Weikersdorf überschrieb. Nachfolgende Besitzer waren ab 1580 die Popel von Lobkowitz.
Bei der Erbteilung zwischen den Brüdern Nikolaus und Johann Viktorin von Lobkowitz wurde Zádolí 1594 zusammen mit den weiteren zur Rychta Řepníky gehörigen nördlichen Dörfern von der Herrschaft Nový hrad abgetrennt und der Jan Viktorin von Lobkowitz zugefallenen Herrschaft Hrochow-Teinitz zugeschlagen. 1595 starb Jan Viktorin von Lobkowitz, neuer Besitzer der überschuldeten Herrschaft wurde der Gläubiger Johann Kolowrat-Bezdružický. Nach der Schlacht am Weißen Berg wurde die Ludwig Kolowrat-Bezdružický gehörige Herrschaft konfisziert. Nachfolgende Besitzer waren von 1622 bis 1706 die Freiherren Zeller von Rosenthal. Johann Wenzel Zeller von Rosenthal vermachte die Herrschaft 1706 testamentarisch dem Prämonstratenserkloster Hradisko. Nach der Aufhebung des Klosters fiel die Herrschaft 1786 dem mährischen Religionsfonds zu und unterstand der k.k. böhmischen Staatsgüteradministration. Der Meierhof wurde 1786 emphyteutisiert. 1824 erfolgte der Verkauf an Georg Prokop von Lilienwald.
Im Jahre 1835 bestand das im Chrudimer Kreis gelegene Dorf Střemoschitz bzw. Střemossice aus 55 Häusern, in denen 319 Personen lebten. Im Ort gab es ein Forsthaus. Pfarrort war Řepnik. 1844 verkauften die Lilienwaldschen Erben die Herrschaft an den Textilfabrikanten Peter Josef Schlechta. Bis zur Mitte des 19. Jahrhunderts blieb Střemoschitz immer der Allodialherrschaft Hrochow-Teinitz untertänig.
Nach der Aufhebung der Patrimonialherrschaften bildete Střemošice mit dem Ortsteil Bílý Kůň / Weißrössel-Hrochow-Teinitzer Anteil eine Gemeinde im Gerichtsbezirk Hohenmauth. Ab 1868 gehörte die Gemeinde zum politischen Bezirk Hohenmauth. In dieser Zeit wurde auch der Koschumberger Anteil von Weißrössel nach Střemošice umgemeindet.
Im Zuge der Gemeindegebietsreform von 1960 wurde der Okres Vysoké Mýto aufgehoben; Střemošice wurde dem Okres Chrudim zugeordnet.

## Gemeindegliederung
Die Gemeinde Střemošice besteht aus den Ortsteilen Bílý Kůň (Weißrössel) und Střemošice (Stremoschitz) sowie der Einschicht U Prokopů.

## Sehenswürdigkeiten

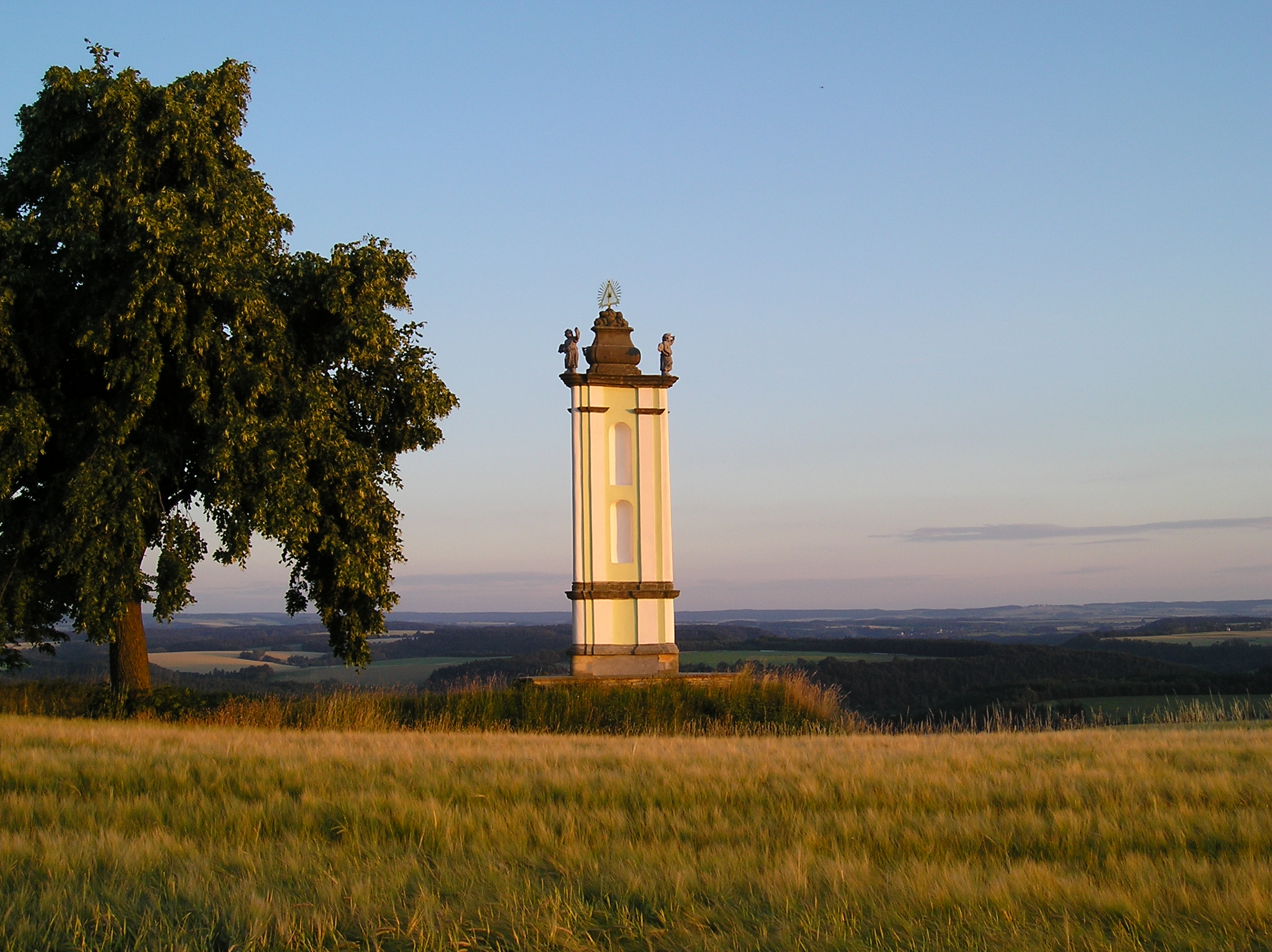
Poklona mit Betsäule der hl. Dreifaltigkeit

- Statue des Erzengels Michael, geschaffen 1748
- Anhöhe Na Pokloně mit barocker dreiseitiger Betsäule der hl. Dreifaltigkeit aus dem Jahre 1730. Der Überlieferung nach soll sich auf der Poklona ein keltischer Begräbnisplatz oder auch eine Hinrichtungsstätte befunden haben. Von der nördlich des Dorfes gelegenen Anhöhe bietet sich ein guter Ausblick nach der Böhmisch-Mährischen Höhe und dem Eisengebirge. Vom Poklona-Plataau sind bei Fernsicht über das ostböhmische Tafelland sind der Kuneberg, die Schneekoppe, der Jeschken, der Glatzer Schneeberg oder der Altvater zu erkennen.
- ehemaliger Herrenhof aus dem 18. Jahrhundert
- Nischenkapelle am Dorfplatz
- Naturreservat Střemošická stráň mit wärmeliebender Flora
- Burgstall Žižkův stůl bei Bílý Kůň, auf der Kuppe stand eine vom Kloster Podlažice errichtete Feste. Während der Hussitenkriege lagerten die Truppen von Jan Žižka einige Zeit an dem Platz. Der Name Žižka-Tisch rührt von einem großen platten Stein.
- Jüdischer Friedhof, westlich des Dorfes in einem Wäldchen